# Valgbrev
Valgbrev kaldes det dokument, som tjener til bevis for, at den pågældende kandidat er lovlig valgt. Det udfærdiges og underskrives af valgbestyrelsen og afgives til den valgte repræsentant, der afleverer det til den forsamling, hvoraf han er blevet medlem. Valgbrevets gyldighed undersøges af forsamlingen (valgbrevs prøvelse / valgprøvelse ).